# Duitsland tijdens het Interbellum
Het Interbellum tussen de twee wereldoorlogen in de twintigste eeuw was voor de staat Duitsland een zeer roerige en gewelddadige tijd.

## Oorlog en wapenstilstand
Na het mislukken van de zomeroffensieven in Frankrijk in 1918 (Kaiserschlacht) werden de Duitse legers langzaam teruggedreven. In de herfst van 1918 leden de bondgenoten van Duitsland gevoelige nederlagen en sloten een voor een wapenstilstanden. De economische blokkade had in Duitsland gebrek gebracht aan zelfs de meest elementaire levensbehoeften. De Generale Staf besefte dat ze alles had ingezet en verloren. Op 9 november 1918 gaf de staf bij monde van generaal Wilhelm Gröner aan de keizer telefonisch te kennen dat zij niet langer op de gehoorzaamheid van het leger kon rekenen. Hoewel de indruk werd gewekt dat het Duitse leger nog steeds op Belgische en Franse bodem stond en zich taai verzette, wisten de generaals dat hun leger wellicht nog maar enkele dagen stand zou houden. Een rebellie van matrozen sloeg over naar het hele land. De republiek werd uitgeroepen, en in Beieren kwam zelfs korte tijd een communistisch bewind aan de macht. De keizer vluchtte naar Nederland, en Friedrich Ebert en Philipp Scheidemann wendden zich tot de geallieerden voor het tekenen van een wapenstilstand. Zij stuurden de gematigde Matthias Erzberger naar de onderhandelingen te Compiègne. Hier tekende hij de wapenstilstand en tevens zijn eigen doodvonnis: drie jaar later werd hij door verbitterde extreemrechtse veteranen doodgeschoten. Op 11 november 1918 om 11:11 uur eindigden de oorlogshandelingen. De dolkstootlegende werd hiermee geboren: het Duitse leger was niet verslagen, maar door de revolutie verraden.

## Burgeroorlog en staatsgrepen
De nood was in de oorlogsjaren zeer hoog gestegen. De wapenstilstand betekende niet direct verlichting, want de geallieerden handhaafden de blokkade tot maart 1919, om naleving van de voorwaarden af te dwingen. Dit leidde ertoe dat veel (waarschijnlijk honderdduizenden) mannen, vrouwen en vooral ook kinderen omkwamen van de honger en ziektes die door die honger een kans kregen. Veel veteranen die nu terugkeerden van het front, weigerden hun wapens in te leveren. Zij vormden knokploegen, sommige meer socialistisch andere meer nationalistisch georiënteerd. Zij bevochten niet alleen de zittende macht maar ook elkaar. De regering moest zelfs naar Weimar uitwijken, omdat Berlijn niet veilig was. Dit gaf de republiek haar naam: Weimarrepubliek. De communistische Spartacusbond, geleid door Karl Liebknecht en Rosa Luxemburg organiseerde in januari 1919 een communistische opstand (Spartacusopstand). De Duitse regering riep echter de hulp in van het leger en de Freikorpsen en sloeg de opstand hard neer. Liebknecht en Luxemburg werden "op de vlucht" doodgeschoten. De communisten namen dit de sociaaldemocraten in de regering zo kwalijk, dat ze voortaan alles op alles zetten om "die verraders" te bestrijden, zelfs als dit extreemrechts en later de nazi's in de kaart speelde. Een jaar later probeerden rechtse groeperingen met behulp van de Freikorpsen een coup en schoven Wolfgang Kapp naar voren (Kapp-putsch). Dit werd echter verijdeld door een door links geleide staking.

## DeVrede van Versailles

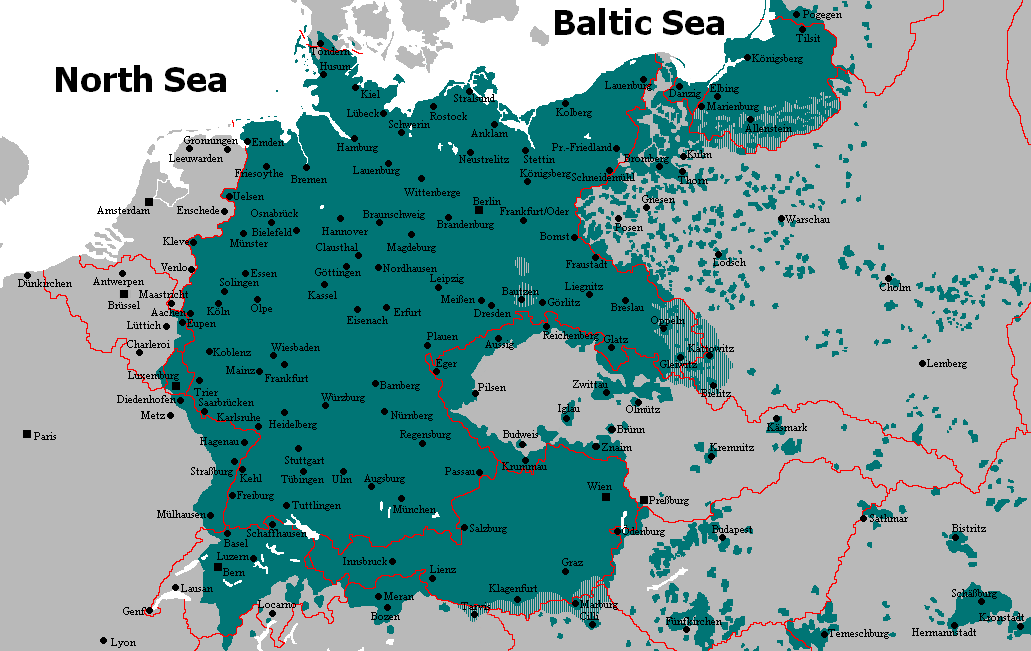
Duitse bevolking en Duits taalgebied in Centraal-Europa, 1910-1930. Staatsgrenzen zoals op 1 januari 1931.

Intussen werd op 18 januari 1919 te Parijs de vredesconferentie geopend. Duitsland en zijn bondgenoten waren niet uitgenodigd. President Woodrow Wilson van de Verenigde Staten hoopte via de Volkenbond en zijn geformuleerde recht op zelfbeschikking een betere toekomst voor alle volken te bereiken, maar de professor van Princeton werd overbluft door de gladde Europese en Japanse diplomaten. Met name de Franse politici konden geen te zachte vrede verkopen aan hun achterban, en drongen erop aan Duitsland hard aan te pakken.
De Volkenbond kwam er, maar Duitsland werd hieruit geweerd. Grenzen in Midden-Europa werden getrokken naar de wensen van de overwinnaars in plaats van etnische lijnen. Sudetenland werd Tsjechisch, Zuid-Tirol Italiaans, Zuid-Karinthië Joegoslavisch, West-Pruisen en delen van Silezië Pools. Saarland kwam voor een periode van 15 jaar aan Frankrijk, waarna de Saarlanders zich in een referendum voor Frankrijk of Duitsland zouden mogen uitspreken. Daarnaast werd Duitsland gedwongen toe te geven een agressieve mogendheid te zijn die samen met haar bondgenoten de oorlog was begonnen, en dus voor de schade moest opdraaien. Zware herstelbetalingen werden geëist, in geld (gerelateerd aan de goudstandaard om inflatie te elimineren) en natura (telefoonpalen, locomotieven, fabrieken etc.). Geallieerde troepen zouden op de westoever van de Rijn patrouilleren en in een aantal steden zouden controlecommissies zetelen. De linker Rijnoever moest worden gedemilitariseerd. Het Duitse leger zou verder niet meer dan 100.000 man mogen tellen, terwijl tanks, vliegtuigen, zware kruisers en onderzeeërs verboden werden. De Generale Staf moest worden ontbonden en het nog aanwezige verboden oorlogsmaterieel moest onder geallieerd toezicht worden vernietigd. Ten slotte verbood het verdrag aansluiting van Oostenrijk bij Duitsland. De Duitsers kregen dit alles achteraf te lezen en dienden een bezwaarschrift van 443 pagina's tegen het 200 pagina's tellende verdrag in. Tevergeefs, de geallieerden matigden hun eisen nauwelijks. Duitsland had de vrede maar te accepteren, of men zou een nieuwe geallieerde aanval tegemoetzien. De Generale Staf deelde de regering in vertrouwen mede dat het Duitse leger absoluut niet in staat was hieraan het hoofd te bieden. De Duitsers bogen het hoofd en tekenden op 28 juni 1919.

## De crisisjaren 1919-1923
In de jaren 1919-1923 werd Duitsland geteisterd door regeringscrises, hongersnood, linkse en rechtse rebellie, ziekten en inflatie. Regeringen wisselden elkaar in hoog tempo af, in het oosten voerden Duitsers een guerrilla tegen de Polen die de hun toegewezen gebieden wilden bezetten. In het Rijnland en Beieren dreigde het separatisme. Het leger werd ingekrompen tot een vrijwilligersleger 100.000 man, maar op officiersniveau getraind. Men gebruikte zweefvliegtuigen en replica's om verboden oorlogstuig na te bootsen, en liet krachtens een geheime overeenkomst Duitse officieren ervaring opdoen bij oefeningen van het leger van de Sovjet-Unie.
In de zomer van 1923 bleven de Duitsers in gebreke met de levering van telefoonpalen aan de Fransen, waarop Franse en Belgische troepen het Ruhrgebied bezetten. De waarde van de Duitse Reichsmark (RM) kelderde hierop van 25 voor 1 dollar tot 400 voor 1 dollar. De regering besloot tot lijdelijk verzet: het aanmoedigen van massale stakingen. De lonen werden door de regering betaald, die hiertoe voortdurend nieuw geld drukte, ook om de overige kosten na aftrek van de herstelbetalingen nog te kunnen blijven betalen. Dit wakkerde de inflatie nog verder aan tot in de herfst duizenden mark voor een dollar betaald moesten worden, en daarna miljoenen en miljarden. De burgers verloren hun vertrouwen in de munt, lieten hun kapitaal "vluchten" in dollars of goederen, of gingen over tot ruilhandel. In het hele land braken onlusten uit.
Op 8 november 1923 zag Adolf Hitler zijn kans schoon, en deed zijn intrede in de Duitse geschiedenis met de Bierkellerputsch. De militie van zijn NSDAP, de SA, nam een aantal hoogwaardigheidsbekleders in München gevangen, bezette een aantal strategische punten, en trachtte zo de macht in Beieren te grijpen. Hitler had de medewerking van de legendarische generaal Ludendorff weten te verkrijgen. Het leger gehoorzaamde echter niet de bevelen van Hitler, maar die van Berlijn, en sloeg samen met de politie de opstand neer. Hitler werd uiteindelijk tot een vrij lichte gevangenisstraf veroordeeld, terwijl het daarop volgende verbod op de NSDAP in de jaren daarop geleidelijk werd opgeheven.
De hyperinflatie, betalingsonmacht, rellen en couppoging maakten zelfs de Fransen duidelijk dat het op deze manier niet meer kon. Op Amerikaans initiatief werd een plan ontworpen dat neerkwam op het rondpompen van geld. De Amerikanen zouden geld uitlenen aan de Duitsers, die hiervan hun economie konden opkrikken en de herstelbetalingen konden betalen. Van de herstelbetalingen losten de Fransen en Britten hun oorlogsschulden aan de V.S. af. Een nieuwe mark werd ingevoerd en tegen een koers van 4,2 miljard tegen 1: de Rentenmark. In 1924 verlieten de Franse en Belgische troepen het Ruhrgebied.

## De jaren 1924-1929
Een tijd van relatieve welvaart brak aan. De economie en productie groeiden op het Amerikaanse kapitaal, en gaf burger en regering weer wat speelruimte. Geen impopulaire maatregelen hoefden meer te worden genomen, men was weer zeker van de waarde van het geld, waardoor ook extreemlinks en -rechts de wind uit de zeilen werd genomen. De verkiezingen van 1928 waren een overwinning voor de gematigde partijen.
In 1926 trad Duitsland toe tot de Volkenbond, na garantie van de Belgische en Franse grenzen. Eindelijk leek de Weimarrepubliek weer op het rechte spoor. De welvaart bleek echter hoofdzakelijk voor de bovenste klasse weggelegd, die in danszalen, homobars, bordelen en kroegen in Berlijn haar geld uitgaf. Uiteindelijk lekte wel iets van de welvaart door naar beneden, maar dit werd in 1929 hard de grond ingeslagen. Verder kampte de boerenstand met aanhoudende problemen door de lage prijzen van landbouwproducten. In 1928-29 gingen verbitterde Noord-Duitse boeren dan ook over tot bomaanslagen op overheidsgebouwen in Sleeswijk-Holstein. De verkiezingen van 1928 waren niet zo gunstig voor de democratie als op het eerste gezicht leek: relatief veel kiezers stemden op kleinere extremistische splintergroeperingen die beneden de kiesdrempel bleven en zouden bij de NSDAP terechtkomen. Voor de crisis van 1929 begonnen de NSDAP en de KPD weer te groeien in deelstaatverkiezingen.
De crisis van 1929 trof de Verenigde Staten hard en men moest zijn begrotingsbeleid aanpassen. Leningen werden stopgezet en uitstaande leningen werden dringend teruggevorderd. Dit had zijn invloed op de Duitse economie. Bovendien werd dit verergerd door een golf van faillissementen in het bankbedrijf die zich uitbreidde naar andere branches. Werkloosheid greep om zich heen. De ontevredenheid wakkerde de groei van extreemlinks en extreemrechts aan. De NSDAP kwam met 19% van de stemmen als op een na grootste partij uit de bus in de daaropvolgende verkiezingen en wist dit percentage uit te breiden. Berlijn werd toneel van straatgevechten tussen nazi's en communisten.

## De Machtübernahme
De Machtsübernahme was in feite een uitkomst van een keten van gebeurtenissen die in gang gezet was door de conservatieve kliek rondom Hindenburg. Men liet premier Müller doelbewust vallen, waarna de gewilliger Brüning werd geïnstalleerd. Men trachtte via hem per decreet te regeren, wat artikel 48 van de grondwet toestond, mits nieuwe verkiezingen werden gehouden. De impopulaire maatregelen zorgden voor een nog grotere afkeer van de regering, en de verkiezingen zorgden dat de nazi's hun winst voortdurend konden verzilveren. Kurt von Schleicher die de naam had kabinetten te maken en te breken, Franz von Papen, Hindenburg zelf en de machtsblokken achter hen hadden een conservatief autoritair regime voor ogen, dat wellicht in een verre toekomst de monarchie zou kunnen herinstalleren. Ze beseften onvoldoende dat ze de nazi's in de kaart speelden, politieke instabiliteit bevorderden, en de krachten die eventueel tegen de nazi's opgewassen zouden kunnen zijn vernietigden.
In 1932 werd Hindenburg herkozen als president doordat alle partijen hun kiezers hadden aanbevolen op hem te stemmen in plaats van op Hitler of Thälmann (de communistische kandidaat). In november 1932 leed Hitler een kleine verkiezingsnederlaag, maar veel zakenlieden bleven hem steunen. Men had liever een NSDAP-regering aan de macht dan een communistische revolutie, bovendien hoopte men met tucht en orde de economie weer op poten te krijgen. Het bedrijfsleven redde de NSDAP van het faillissement met donaties en betaling van de salarissen van de SA-mannen. Een serie complotten, een krachtige lobby, en regeringen die stuk voor stuk niet in staat bleken om krachtig beleid te voeren, gaven de oude president Hindenburg uiteindelijk geen keus. Von Papen leed gezichtsverlies met zijn "baronnenkabinet", en toen Von Schleicher zelf als premier aantrad bleek zijn regering te impopulair. Op 30 januari 1933 werd Hitler, in feite bij gebrek aan beter, tot kanselier benoemd. Hij moest een regering leiden die uit twee nazi's en verder uit traditionele conservatieven bestond. "Zij zouden de wilde Hitler wel temmen" dacht men. Bovendien verwachtte men dat de nazi's er zo'n bende van zouden maken, dat ze gezichtsverlies leden, waarna de conservatieven het daarna zouden kunnen overnemen. In Thüringen was dit in 1929 in de deelstaatregering immers ook gebeurd. Het bleek een ernstige misrekening.
Hitler schreef meteen nieuwe verkiezingen uit voor maart 1933. Nu kon hij de staatsmedia gebruiken, geholpen door de inventieve Joseph Goebbels. De Rijksdagbrand in februari 1933 speelde hem nog meer in de kaart: hij kon het gebruiken als een excuus om communisten op te pakken en hun zetels in het parlement vacant te verklaren. In maart 1933 wist hij hierdoor, en door een samengaan met de Duitse Nationale Volkspartij, een absolute meerderheid te behalen, en voerde een noodverordening in, die hem dictatoriale volmachten gaf. Op deze verordening werd al zijn wetgeving gebaseerd. Politieke partijen werden vervolgens opgeheven en in 1934 nam hij na de dood van Von Hindenburg ook de presidentiële taken over. Vlak daarvoor had hij afgerekend met de SA, die te veel noten op zijn zang had gekregen en door het leger als een ongewenste concurrent werd beschouwd. De SA-top en vele politieke en persoonlijke vijanden werden opgepakt en/of vermoord in de Nacht van de Lange Messen.

## Nazi-Duitsland
Binnenlands ontpopte Hitler zich tot de totale dictator. Politieke partijen werden ontbonden, arbeiders en boeren al hun rechten ontnomen, en het onderwijs werd onder staatscontrole gesteld. Joden kregen met discriminerende maatregelen te maken die in 1938 uiteindelijk uitmondden in de Reichskristallnacht. Onder leiding van Baldur von Schirach werd de Duitse jeugd in de Hitlerjugend en de Bund Deutscher Mädel grondig geïndoctrineerd. Censuur werd ingevoerd op kranten en radiozenders, en werd tot de kunst uitgebreid. Strafkampen werden gebouwd (Dachau als eerste), om hier eerst politieke tegenstanders, en later joden, homoseksuelen, "a-socialen", zigeuners, en andere ongewenste bevolkingsgroepen in op te sluiten. De Gestapo groeide uit tot een terreurinstituut, dat via een netwerk van verklikkers alles in de gaten hield. Zelfs het niet in het bezit hebben van Mein Kampf werd al verdacht geacht. In deze tijd werd Hitler dan ook door royalty-inkomsten multimiljonair. Euthanasieprogramma's op gehandicapten waren een voorproefje van wat nog zou volgen. Veel Joden en intellectuelen vluchtten het land uit, naar Engeland, Zweden of de V.S. Hitler zette echter de Duitsers aan het werk met de bouw van Autobahnen en andere projecten. De groei van het leger en de wapenindustrie zorgde ervoor dat in 1939 Duitsland het enige Europese land was dat een arbeidstekort had. Velen namen het gebrek aan vrijheid voor lief, en keken bij Jodenvervolgingen graag een andere kant uit: Hitler had Duitsland immers wel gered!
Buitenlands deed Hitler zich allereerst voor als een vredesengel. Hij had geen keus: Duitsland was diplomatiek geïsoleerd. Dit bleek eens te meer toen in 1934 door Oostenrijkse nazi's een mislukte poging tot Anschluss werd gedaan: heel Europa viel over Hitler heen, die geschrokken zijn handen van de zaak trok. Met herinvoering van de dienstplicht, uitbreiding van het leger en uittreden uit de Volkenbond tastte Hitler de vechtlust van de geallieerden af, waarna hij iedere keer verkondigde slechts Duitsland te verdedigen en vrede te willen. In 1936 herbezette Duitsland het Rijnland, waar de geallieerden niet op reageerden. In 1937 sloot Duitsland het Pact van Staal met Italië, en in 1938 wist men Anschluss te verwezenlijken: aansluiting van Oostenrijk met Duitsland. In september 1938 wist Hitler in de Conferentie van München Sudetenland van Tsjechoslowakije afhandig te maken, en in maart 1939 vernietigde hij dit land geheel. Groot-Brittannië en Frankrijk besloten hierop de onafhankelijkheid van Polen te garanderen, maar Hitler wist hen via het niet-aanvalspact Molotov-Ribbentroppact met de Sovjet-Unie te overtroeven. Op 1 september 1939 overschreden Duitse troepen na maanden van scheldpartijen en dreigementen de Poolse grens. Frankrijk en Engeland verklaren Duitsland de oorlog, waarmee het Interbellum eindigde en de Tweede Wereldoorlog zijn aanvang nam.

## Verder lezen
- (nl)  R. Delger, Duitsland tijdens het interbellum (1918-1939), Histotheek.nl (2007).
- (nl)  F. Boterman - M. Vogel (edd.), Nederland en Duitsland in het interbellum. Wisselwerking en contacten: van politiek tot literatuur, Hilversum, 2003. ISBN 9065507639
(Recensie door P.M. Bosscher, HistorischHuis.nl (2003), Recensie door J.L.G. van Oudheusden, mom.Biblion.nl (2003).)
- (en)  Geannoteerde bibliografie over Duitsland tijdens het Interbellum, intellit.muskingum.edu (2007).